# Атлетическая гимнастика (гимнастика)
Атлети́ческая гимна́стика (индивидуа́льная гимна́стика, индивидуа́льная ко́мнатная гимна́стика, ко́мнатная гимна́стика) — гигиеническая индивидуальная гимнастика с отягощениями. Служит цели оздоровления и развития ОФП. Лечебный эффект достигают путём дозированных упражнений, учитывая особенности конкретного человека (пол, возраст, профессия). Сочетают силовую нагрузку и разностороннюю общую физическую подготовку. Возможно выполнять в любое время (утро, день, вечер), особо важно сочетать упражнения с динамическим дыханием. Развивают силу всех групп мышц, дыхание, улучшают гибкость. Важно сочетать силовые упражнения с бегом и гимнастическими упражнениями. Нагрузку возможно легко регулировать путём утяжеления отягощений, умножения повторений упражнения, скоростью выполнения. Атлетическую гимнастику выполняют в хорошо проветриваемом помещении, после занятия выполняют закаливание (обтирание, обливание, купание), должна ощущаться бодрость, следует избегать усталости.
При неправильной методике возможно повредить сердечно-сосудистую и нервную системы. Необходимы врачебный осмотр до занятий, а во время занятий и после — самоконтроль (наблюдение за дыханием, пульсом до и после занятия, давлением, весом, сном, аппетитом, самочувствием, развитием мышц).
Следует различать друг от друга оздоровительную атлетическую гимнастику, субкультурный культуризм, спортивный бодибилдинг.

## История

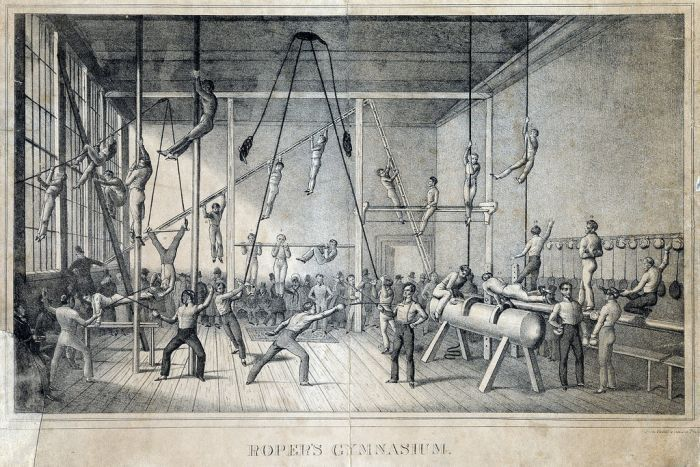
Ознакомительный буклет гимназии Ропера, Филадельфия, 1831. Упражнения немецкой гимнастики для мужчин, направленные, в основном, на развитие силы мышц рук, равновесия, дыхания. Использованные движения: фехтование, упражнения на бревне, перекладине, трапеции, коне, брусьях, лазание по канату, шесту, вантам, лестницам

Первое руководство по атлетической (комнатной) гимнастике было опубликовано на немецком языке в 1855 году врачом Даниилом Готлибом Морицем Шрейбером. Уже в следующем 1856 году книга вышла на русском языке. Состояла из 45 упражнений, из которых подбирали нужный комплекс. Для усложнения упражнений вместо палок были рекомендованы гантели. Гимнастика одновременно была гигиенической и врачебной.
В 1870-х годах вышло первое издание книги Морица Клосса, описавшего гантельную гимнастику. Содержала перечень и классификацию упражнений, показаны упражнения для рук, ног, туловища, упражнения разделены на 3 уровня сложности (для начинающих, продолжающих, опытных). Книга стала популярной и была переведена на многие языки. На русском языке книга была издана в Санкт-Петербурге в 1902 году под названием «Упражнения с гирями. Комнатная гимнастика с гирями».
Позже стало известно о нескольких системах занятий с гантелями (Штольц, Сандов, Дебоне, Клос, Аттила), с использованием пружины или жгута (Фелан, Сандов), системы волевой (статической) гимнастики (Прошек, Дедлей, Вергейм, Анохин). Наиболее популярной была 15-минутная атлетическая гантельная гимнастика Мюллера под названием «Моя система» с самомассажем и закаливающим обливанием.
На 1930-е годы были известны системы атлетической гимнастики Менсендика, Зурена, Кофлера, Нильса Бука, Мёллера, Цандера, Вилли «олимпийца» — зарубежом СССР, Бляха, Зикмунда, Кальпуса, Крадмана — внутри СССР.

## Средство
В атлетической гимнастике используются 6 видов упражнений:
- Первая группа — статические напряжения (планка, мост, флаг)
- Вторая группа — элементы спортивной гимнастики на снарядах (кольца, брусья, перекладина, конь, канат, шведская стенка)
- Третья группа — упражнения с предметами (набивной мяч, эспандер, резиновый жгут, пружина)
- Четвёртая группа — упражнения с отягощениями (гантели, гири, штанга)
- Пятая группа — парные упражнения с партнёром на сопротивление (классическая борьба)
- Шестая группа — упражнения на блочных тренажёрах